# Lingua ayoreo
La lingua ayoreo è una lingua zamuco parlata in Bolivia e Paraguay.

## Distribuzione geografica
L'ayoreo è parlato da circa 4.500 persone stanziate nel Gran Chaco, tra Bolivia e Paraguay.
Ayoreo è il nome usato in Bolivia, mentre in Paraguay l'idioma è chiamato morotoco; la lingua è conosciuta anche come moro, ayoweo, ayoré, e pyeta yovai.

## Fonologia
Bertinetto (2009) riporta che l'ayoreo ha le seguenti vocali che appaiono come orale e nasale:
|       | Anteriore | Centrale | Posteriore |
| ----- | --------- | -------- | ---------- |
| Alta  | i         |          | u          |
| Media | e         |          | o          |
| Bassa |           | a        |            |

## Classificazione
La lingua ayoreo appartiene alla famiglia linguistica zamuco.

## Sistema di scrittura
Per la scrittura viene utilizzato l'alfabeto latino.